# Địa lý Gambia

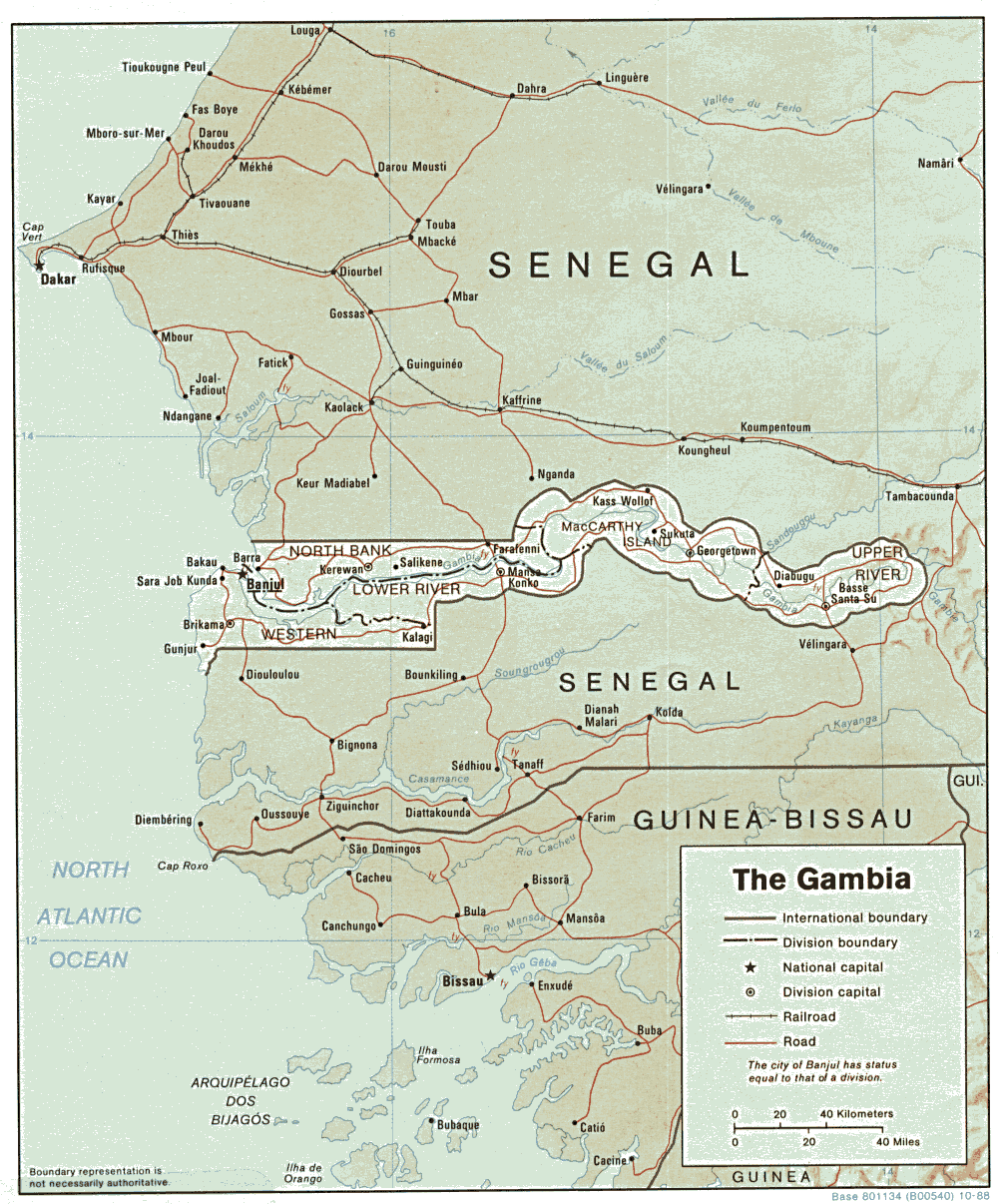
Bản đồ Gambia

Vị trí của Gambia (trong vòng tròn)

Gambia là một quốc gia rất nhỏ và hẹp với biên giới dựa trên sông Gambia. Quốc gia này có chiều rộng lớn nhất dưới 48 km. Ranh giới hiện nay của nước này được xác định năm 1889 sau một thỏa thuận giữa Vương quốc Anh và Pháp. Gambia có đường bờ biển giáp Đại Tây Dương, nước này là một vùng đất được bao quanh bởi Senegal và là quốc gia nhỏ nhất trên châu Phi.

## Khí hậu
Gambia có khí hậu cận nhiệt đới với mùa mưa và mùa khô.
Từ tháng 11 tới giữa tháng 5 có thời tiết hanh khô liên tục, với nhiệt độ thấp nhất là 16 °C (60,8 °F) ở Banjul và các khu vực xung quanh.
Thời tiết nóng, ẩm ướt chiếm ưu thế trong suốt thời gian còn lại của năm, với mùa mưa từ tháng 6 đến tháng 10; trong thời gian này, nhiệt độ có thể tăng cao tới 43 °C (109,4 °F) nhưng thường thấp hơn ở gần biển.
Nhiệt độ trung bình dao động từ 23 °C (73,4 °F) vào tháng 1 đến 27 °C (80,6 °F) vào tháng 6 dọc theo bờ biển và từ 24 °C (75,2 °F) vào tháng 1 tới 32 °C (89,6 °F) vào tháng 5 trong nội địa. Lượng mưa trung bình năm từ 920 mm (36,2 in) trong nội địa đến 1.450 mm (57,1 in) dọc theo bờ biển.

## Địa hình
Đồng bằng ngập nước ở sông Gambia có chứa rừng ngập mặn Guinean gần bờ biển, và trở thành savan tây Sudan ở thượng nguồn nội địa.

## Số liệu thống kê
Vị trí: Tây Phi, giáp bắc Đại Tây Dương và Senegal
Toạ độ địa lý: 13°28′B 16°34′T / 13,467°B 16,567°T
Khu vực:
tổng: 11,295 km² 
đất: 10,000 km² 
nước: 1,295 km² 
- so sánh: hơi ít hơn Jamaica; hơi ít hơn hai lần kích thước của Delaware

Vùng biên giới:
tổng: 749 km
biên giới quốc gia: Senegal 749 km
Bờ biển: 80 km
- Tuyên bố hàng hải:
- lãnh hải: 12 nmi (22,2 km; 13,8 mi)
- vùng tiếp giáp: 18 nmi (33,3 km; 20,7 mi)
- vùng đặc quyền đánh bắt cá: 200 nmi (370,4 km; 230,2 mi)
- thềm lục địa: mức độ không chỉ định
- Khí hậu nhiệt đới; nóng, mùa mưa (tháng 6 - tháng 11); mùa khô, mát hơn (tháng 11 - tháng 5)
- Địa hình: bãi bồi của sông Gambia, bao quanh bởi những ngọn đồi thấp
- Điểm cực độ cao:

điểm thấp nhất: Đại Tây Dương 0 m
điểm cao nhất: Red Rock 53 m
Tài nguyên thiên nhiên: cá, đất sét, cát thạch anh, titan (Rutil và Ilmenit), thiếc, zircon.
Sử dụng đất:
đất canh tác: 43,48%
đất trồng cây lưu niên: 0,49%
khác: 56,03% (2011)
- Đất được tưới tiêu: 50 km² (2011)
- Tổng nguồn nước tái tạo: 8 km³ (2011)
- Nước ngọt sử dụng (trong nước/công nghiệp/nông nghiệp):

tổng: 0,09 km³/năm (41%/21%/39%)
bình quân đầu người: 65,77 m³/năm (2005)
Vấn đề hiện tại: phá rừng, hoang mạc hóa, tỉ lệ mắc các bệnh truyền qua nước chịu, hạn hán (lượng mưa đã giảm 30% trong vòng 30 năm).
Điều ước quốc tế về môi trường:
- Đa dạng sinh học, biến đổi khí hậu, nghị định thư Kyoto, hoang mạc hóa, động vật nguy cấp, chất thải độc hại, công ước luật biển, bảo vệ lớp ozone, ô nhiễm tàu, đất ngập nước, săn bắt cá voi.

## Thư viện

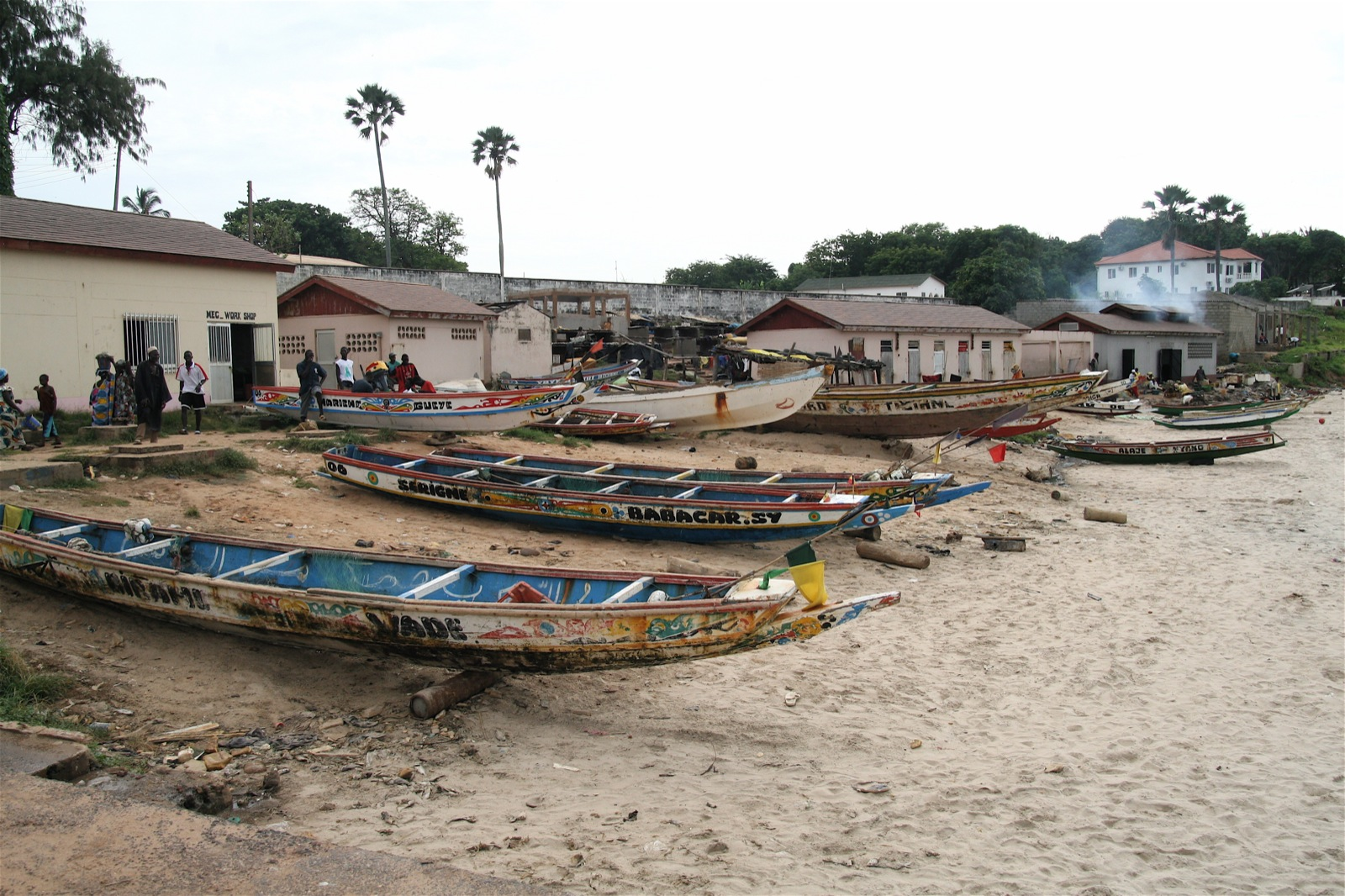
Tàu đánh cá ở Bakau, Gambia
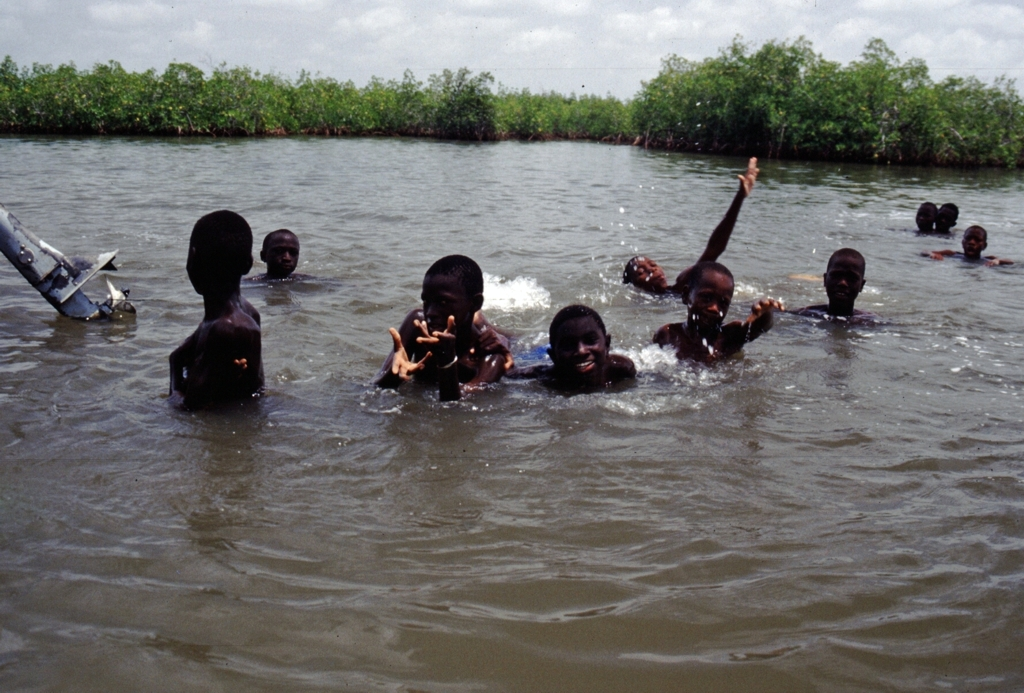
Trẻ em bơi gần hồ.
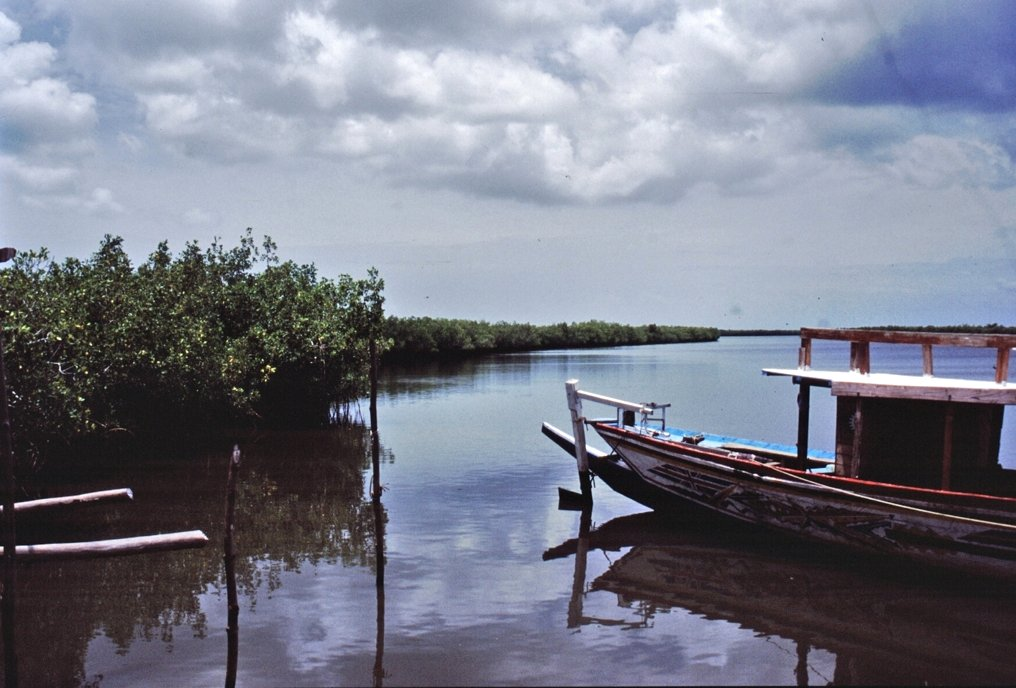
Sông.
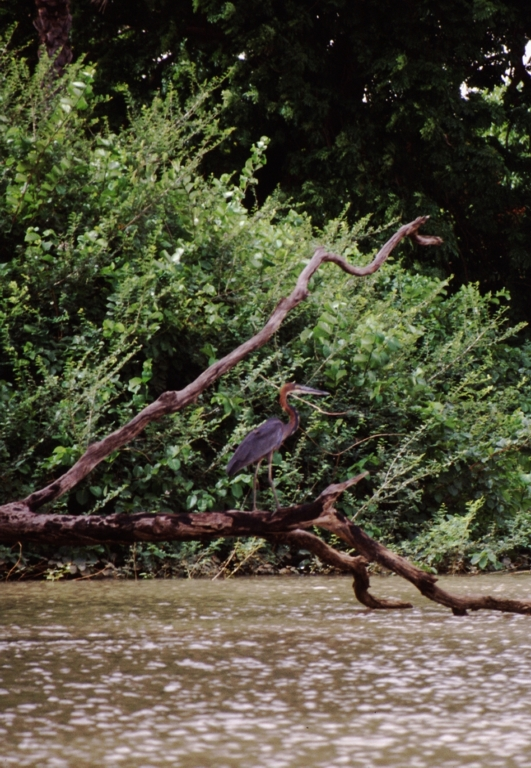
Chim sông
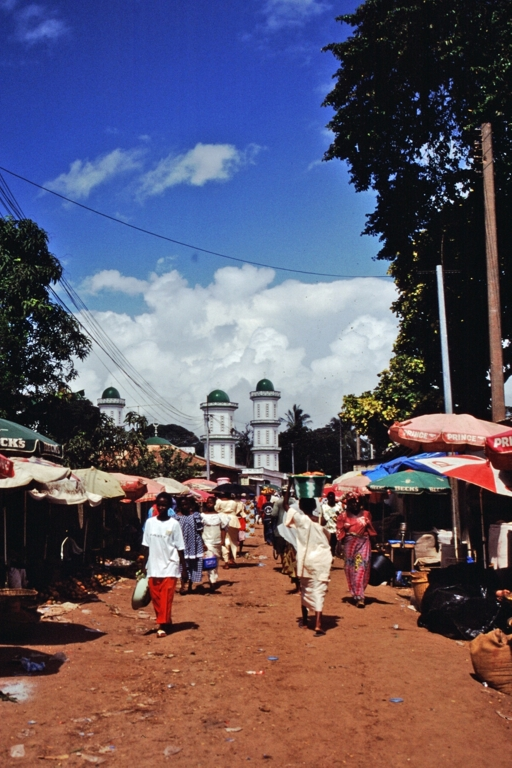
Một khu chợ.
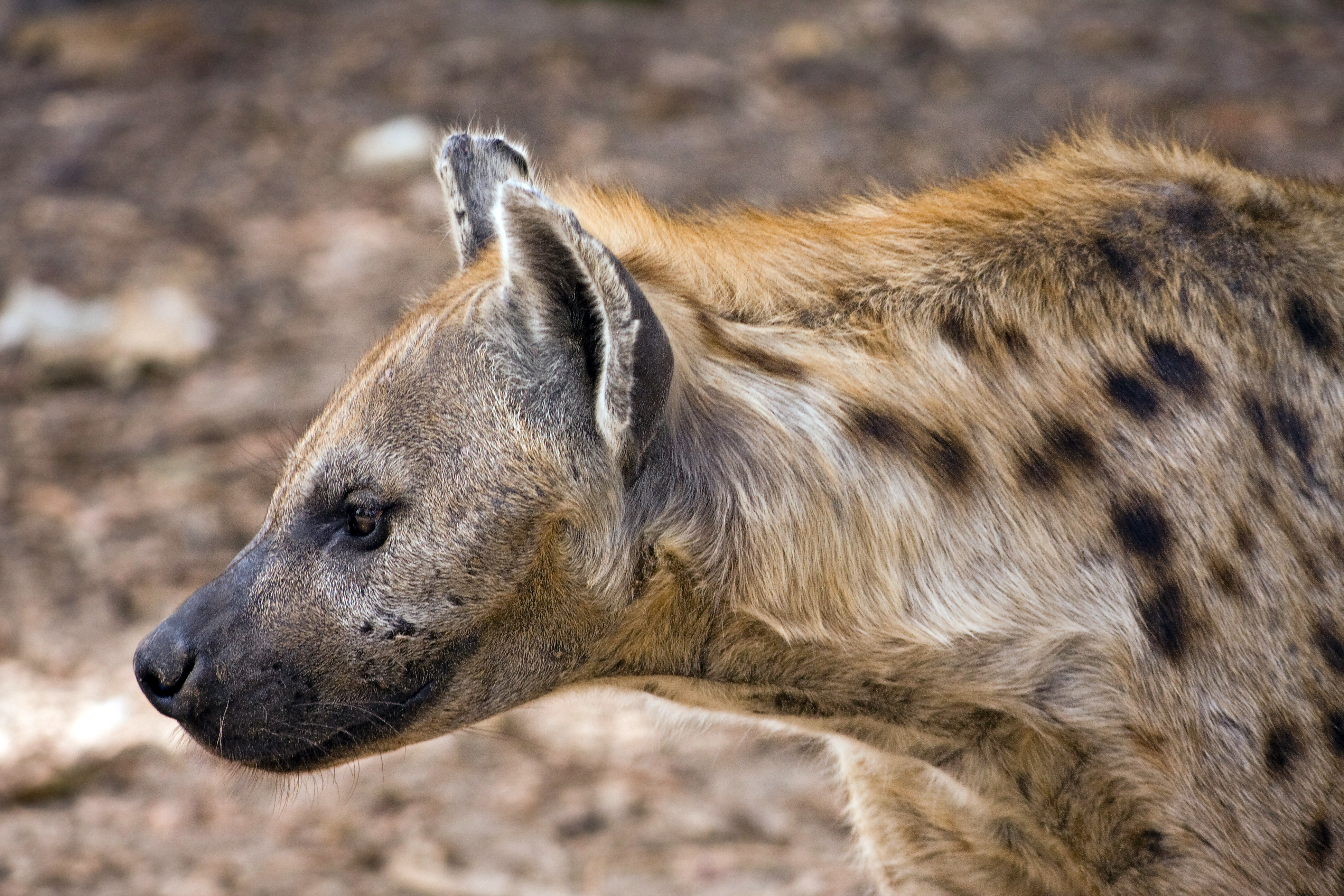
Các con linh cẩu là một phần của động vật Gambia.
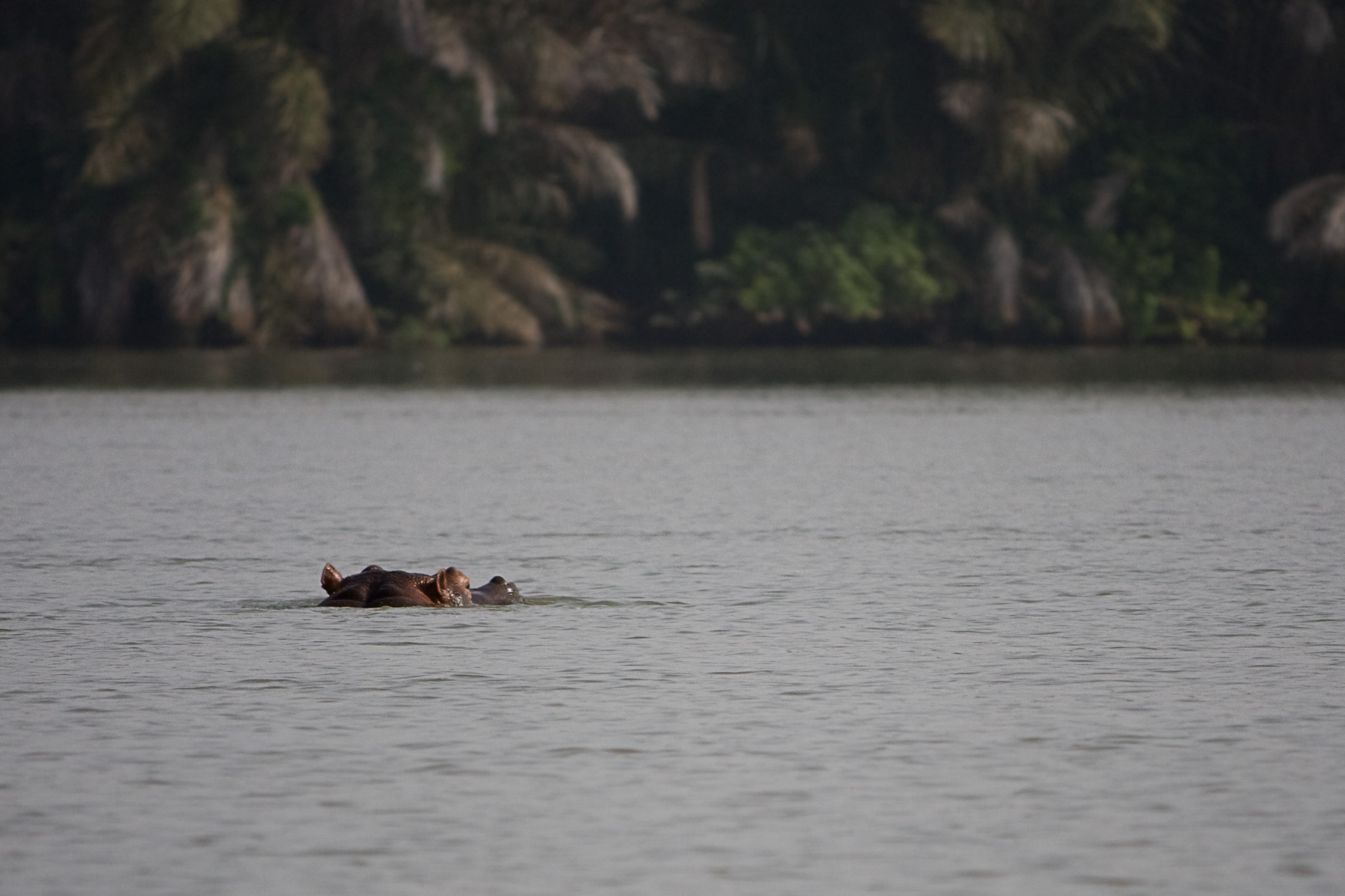
Hà mã hoang dã trong sông Gambia.